# Utility ColorSync
Utility ColorSync è un'utility sviluppata dalla Apple Inc. per il sistema operativo macOS. Essa consiste in un'interfaccia che serve per accedere alla tecnologia ColorSync, sviluppata dalla stessa Apple.

## Funzionalità
L'applicazione è caratterizzata da un'interfaccia composta da due parti: una finestra per sfogliare i documenti e la finestra di utility. La prima parte permette di zoommare l'immagine e applicarci un Filtro, la seconda permette di effettuare diverse operazioni:
- S.O.S Profili, permette di verificare e riparare gli errori presenti nei profili ICC, in modo tale da renderli conformi alle specifiche;
- Profili, che permette di sfogliare i profili installati nel computer, raggruppati per posizione, classe o spazio, e comparare graficamente due profili. La mappa del profilo p mostrata come un oggetto 3D rotabile[3];
- Dispositivi, che permette di visualizzare una lista di tutti i dispositivi ColorSync, come gli schermi e le stampanti, e vedere quale profilo ColorSync è applicato ad ognuno. È inoltre possibile resettare le impostazioni iniziali;
- Filtri, che permette di creare e modificare i filtri PDF che sono disponibili nella parte restante del sistema operativo. I filtri di default sono:
  - Black & White;
  - Blue Tone;
  - Create Generic PDFX-3 Document;
  - Gray Tone;
  - Lightness Decrease;
  - Lightness Increase;
  - Reduce File Size;
  - Sepia Tone.
- Calcolatrice, che converte tra RGB, CMYK e altri standard di specificazione del colore.

È anche disponibile un color-picker interattivo, che permette di identificare un colore visualizzato sullo schermo.